# رامون أبيليدو
رامون أبيليدو (بالإسبانية: Ramón Abeledo) مواليد 29 أبريل 1937 في الأرجنتين، هو لاعب كرة قدم أرجنتيني. يلعب كلاعب وسط. سبق له أن لعب في كأس العالم لكرة القدم مع منتخب بلاده.

## المسيرة الاحترافية

### أندية لعب لها
- إنديبندينتي
- بوكا جونيورز
- بنيارول

## روابط خارجية
- رامون أبيليدو على موقع الاتحاد الدولي (مؤرشف)  (الإنجليزية)
- رامون أبيليدو على موقع قاعدة بيانات كرة القدم.إي يو (الإنجليزية)
- رامون أبيليدو على موقع ناشيونال فوتبول تيمز (الإنجليزية)
- رامون أبيليدو على موقع عالم كرة القدم.نت (الإنجليزية)